# Одулате, Яков Согбоега
Яков Согбоега Одулате известный, как Блаженный Иаков (англ. Jacob Odulate, йоруба Jacob Ṣógbóyèga Odùlatẹ̀; 1884, Икороду, штат Эдо, Колониальная Нигерия — 1962, Первая нигерийская республика) — нигерийский фармацевт, изобретатель, эссеист, предприниматель.

## Биография
Его дедом по материнской линии был вождь. В 14-летнем возрасте покинул дом своего отца и отправился в Абеокуту. Находясь в там, повстречал фармацевта по имени доктор Сапара, у которого получил базовые знания о лечебных продуктах. Позже основал собственную производственную компанию под названием «Алабукун», где производил всевозможные патентованные лекарства, в частности Alabukun, который получил широкое распространение с 1920 по 1950 год. Лекарство Алабукун, которое он производил с помощью своих жён и детей, содержало местное сырье, а также импортные патентованные лекарства.
При его производстве большая часть ингредиентов была получена из Ливерпуля (Великобритания). В качестве активных ингредиентов содержал ацетилсалициловую кислоту и кофеин. Применялся для множества заболеваний, включая мигрень , зубную боль, боль в горле, для предотвращение образования тромбов , невралгии , инфаркт миокарда, транслюминальная ангиопластика и приступов ишемической болезни сердца.
Изобретатель считал, что не существует ни одной травы, корня или коры, в которых не было бы скрытого сокровища, пригодного для использования человеком.
В течение 100 лет бренд оставался актуальным во всех частях Нигерии , Бенине, Камеруне, Гане и некоторых странах Европы.